# Erlebnisse aus dem Leben eines Sklavenmädchens

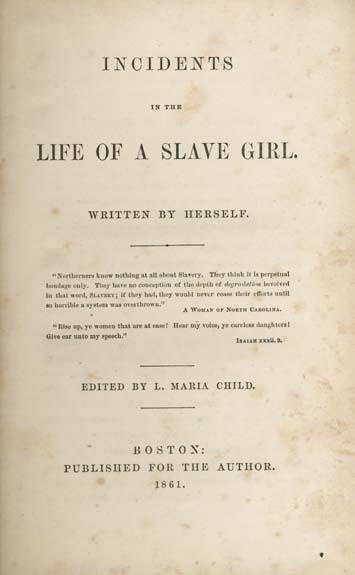
Frontispiz der Erstausgabe von 1861

Erlebnisse aus dem Leben eines Sklavenmädchens (Originaltitel: Incidents in the Life of a Slave Girl) ist eine US-amerikanische Sklavenerzählung (slave narrative), die 1861 von Harriet Jacobs unter ihrem Pseudonym Linda Brent veröffentlicht wurde. Bei dem Buch handelt es sich um einen ausführlichen, chronologischen Bericht über Jacobs’ Leben als Sklavin und die Entscheidungen, die sie traf, um für sich und ihre Kinder die Freiheit zu gewinnen. Jacobs spricht den sexuellen Missbrauch an, dem Sklavinnen ausgesetzt waren.
Das Manuskript entstand im Wesentlichen in den Jahren 1853–57, während Jacobs in Idlewild, dem Landsitz des Schriftstellers und Verlegers Nathaniel Parker Willis, als Kindermädchen arbeitete.

## Harriet Jacobs
Die Afroamerikanerin Harriet Jacobs kam 1813 oder 1815 in Edenton (North Carolina) als Sklavin zur Welt. Ihre Besitzerin brachte ihr Lesen und Schreiben bei, was für Sklaven damals äußerst ungewöhnlich war. Nach deren Tod kam sie mit 12 Jahren in den Haushalt von Dr. James Norcom, der bald begann, Harriet Jacobs sexuell zu bedrängen. In der Hoffnung, der Zudringlichkeit Norcoms zu entkommen, ließ sich Jacobs auf eine Beziehung mit dem weißen Rechtsanwalt Samuel Sawyer ein, aus der zwei Kinder hervorgingen.
1835 entschloss sich Jacobs zur Flucht und versteckte sich fast sieben Jahre lang in einem Raum unter dem Dach des Hauses ihrer Großmutter, der weniger als einen Meter hoch war. Erst 1842 gelang es ihr, in den Norden der USA zu entkommen, wohin auch ihre beiden Kinder und ihr Bruder gelangen konnten.
Sie fand noch im selben Jahr eine Anstellung als Kindermädchen bei Mary Stace Willis, der Frau des Schriftstellers Nathaniel Parker Willis. Nach dem Tod von Mary Stace Willis begleitete sie den Witwer und seine kleine Tochter Imogen auf einer Reise nach England. Sie zeigte sich positiv beeindruckt durch die Abwesenheit des – in den USA allgegenwärtigen – Rassismus dort.
Harriets Bruder John engagierte sich zunehmend für den Abolitionismus, d. h. für die Anti-Sklaverei-Bewegung. 1849 übernahm er in Rochester (New York) das „Anti-Slavery Office and Reading Room“ (Anti-Sklaverei-Büro und -Lesesaal). Seine Schwester Harriet unterstützte ihn dabei.
Das ehemalige „Sklavenmädchen“ ohne Schulbildung fand sich nun in Kreisen wieder, die sich anschickten, mit ihren – damals – radikalen Ideen und ihren politischen Aktionen Amerika zu verändern. Der Lesesaal befand sich im selben Gebäude wie die Zeitschrift „North Star“ von Frederick Douglass, der heute als einflussreichster Afroamerikaner des 19. Jahrhunderts gilt. Jacobs wohnte bei dem weißen Ehepaar Amy und Isaac Post. Sowohl Douglass als auch die Posts waren überzeugte Gegner der Sklaverei und der Rassendiskrimierung und Anhänger des Frauenwahlrechts.

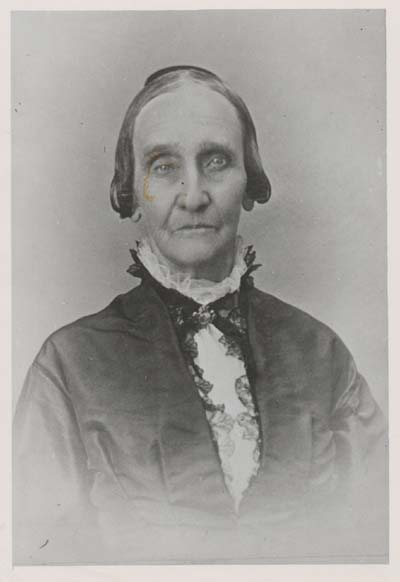
Amy Post (Foto von circa 1885)

Zu Amy Post fasste Jacobs bald das Vertrauen, das es ihr ermöglichte, ihre bisher verschwiegene Geschichte zu erzählen. Post beschrieb später, wie schwer es der traumatisierten Jacobs fiel, von ihren Erlebnissen zu erzählen, weil sie den Schmerz beim Erzählen von neuem durchlitt.
1850 gelang es der zweiten Frau von Willis, Cornelia Grinnell, die sich von der Geburt ihres zweiten Kindes nicht recht erholt hatte, Jacobs davon zu überzeugen, wieder als Kindermädchen für Familie Willis zu arbeiten.

### Abfassung der Autobiographie
Jacobs’ Bruder hatte sie schon seit längerem gedrängt, ihre Lebensgeschichte aufzuschreiben. Um die Jahreswende 1852/53 machte Amy Post denselben Vorschlag. Jacobs rang sich trotz ihrer Scham und ihres Traumas dazu durch, diese Idee in die Tat umzusetzen.
Mitte 1857 ist die Arbeit endlich so weit abgeschlossen, dass sie Amy Post in einem Brief um ein Vorwort bitten kann. Sogar in diesem Brief erwähnt sie die Scham, die ihr das Schreiben der Autobiographie erschwert hat, indem sie schreibt, dass „viele schmerzliche Dinge“ in dem Buch enthalten seien, die sie zögern lassen, jemanden, der „so gut und rein“ sei wie Post, um das „Opfer“ zu bitten, seinen „Namen mit dem Buch zu verbinden.“
Auf der Suche nach einem Verleger erlebte Jacobs zunächst einige Enttäuschungen. Schließlich wandte sie sich an den Verlag Thayer and Eldridge. Der Verlag erklärte sich zur Veröffentlichung bereit, wenn die bekannte Schriftstellerin Lydia Maria Child ein Vorwort schreiben würde.
Jacobs und Child trafen sich persönlich in Boston, und Child erklärte sich nicht nur bereit, das Vorwort zu schreiben, sondern auch, als Herausgeberin zu fungieren. Child brachte das Material in dem Manuskript in eine andere, meist chronologische, Reihenfolge, und gab den Rat einiges zu streichen und dafür mehr Informationen über die Gewaltausbrüche gegen Schwarze nach dem Nat-Turner-Aufstand von 1831 einzufügen. Dies tat sie in brieflicher Abstimmung mit Jacobs, aber ein geplantes zweites persönliches Treffen kam nicht zu Stande, da Cornelia Willis eine lebensbedrohliche Schwangerschaft durchmachte und auf Jacobs’ Hilfe nicht verzichten konnte.
Nachdem die Buchdruckplatten im Stereotypie-Verfahren gegossen worden waren, ging der Verlag in Konkurs. Jacobs gelang es, die Platten zu kaufen und für den Druck und das Binden zu sorgen.
Im Januar 1861, fast vier Jahre nach der Fertigstellung des ersten Entwurfs, erschien schließlich Incidents in the Life of a Slave Girl. Im folgenden Monat erschienen in London die viel kürzeren Lebenserinnerungen ihres Bruders John unter dem Titel A True Tale of Slavery. Beide Geschwister erzählen in ihren Erinnerungen sowohl gemeinsam Erlebtes als auch Ereignisse aus dem Leben des jeweils anderen.
Sowohl Vor- als auch Nachnamen sämtlicher Personen sind in Harriet Jacobs’ Erzählung verändert, sie schreibt unter dem Pseudonym Linda Brent, und wird im Buch regelmäßig mit „Linda“ angeredet. John (von Harriet "William" genannt) gibt in seinem Buch die korrekten Vornamen, nennt aber von allen Nachnamen nur den ersten Buchstaben, mit der Ausnahme von Sawyer, dessen Namen er anfangs abkürzt, später aber vollständig ausschreibt.

### Anerkennung als Autorin
Incidents in the Life of a Slave Girl fand zunächst wohlwollende Aufnahme beim Publikum, aber aufgrund der Abschaffung der Sklaverei 1865 ließ das Interesse an diesem Thema stark nach, und gegen Ende des 19. Jahrhunderts war das Buch weitgehend vergessen. Wenn es überhaupt beachtet wurde, dann lautete die Meinung – auch der Gelehrten – dass es sich um eine erdachte Geschichte handelte, die der Feder von Lydia Maria Child entsprang.
Erst im Zuge der Bürgerrechtsbewegung und der Frauenbewegung setzte ein neues Interesse an dem Buch ein. Die Forscherin Jean Fagan Yellin beschäftigte sich seit den 1970er Jahren mit der Frage der Autorschaft des Buches. Im Nachlass von Amy Post und von Jacobs’ Sklavenhalterfamilien Norcom und Horniblow fand sie genügend Belege für die Autorschaft von Harriet Jacobs und die Glaubwürdigkeit ihrer Angaben in der Autobiographie. 1987 veröffentlichte sie eine Neuausgabe der Incidents (die auch John Jacobs’ A True Tale of Slavery einschloss) und 2004 eine wissenschaftliche Biographie über Harriet Jacobs.

## Rezeption
Das Buch wurde über das Netzwerk der Abolitionisten beworben und erhielt gute Kritiken. Jacobs arrangierte eine Veröffentlichung in England, die Anfang 1862 erschien, bald gefolgt von einem Raubdruck, der dadurch möglich wurde, dass es zwischen Großbritannien und den USA kein Copyright-Abkommen gab.
Durch die Veröffentlichung des Buches fiel Harriet Jacobs nicht etwa der von ihr befürchteten Verachtung des Publikums anheim, sondern gewann im Gegenteil an Ansehen. Trotz des Pseudonyms war ihre Autorschaft bald allgemein bekannt, und sie wurde in Kreisen der Abolitionisten regelmäßig als "Mrs. Jacobs, die Autorin von Linda" oder ähnlich vorgestellt, womit ihr auch die Anrede "Mrs." zuerkannt wurde, die sonst nur verheirateten Frauen zustand. Die "London Daily News" schrieb Anfang 1862, Linda Brent sei eine wahre "Heldin", die Durchhaltevermögen im Kampf für die Freiheit mit moralischer Rechtschaffenheit ("moral rectitude") verbinde.
Incidents in the Life of a Slave Girl gilt heute in den USA als ein Schlüsseltext des 19. Jahrhunderts ("a key nineteenth-century American text"), steht auf den Leselisten vieler Schulen und Colleges, und ist in zahlreiche Sprachen übersetzt, darunter Deutsch, Französisch, Spanisch, Portugiesisch und Japanisch.

## Inhaltsangabe

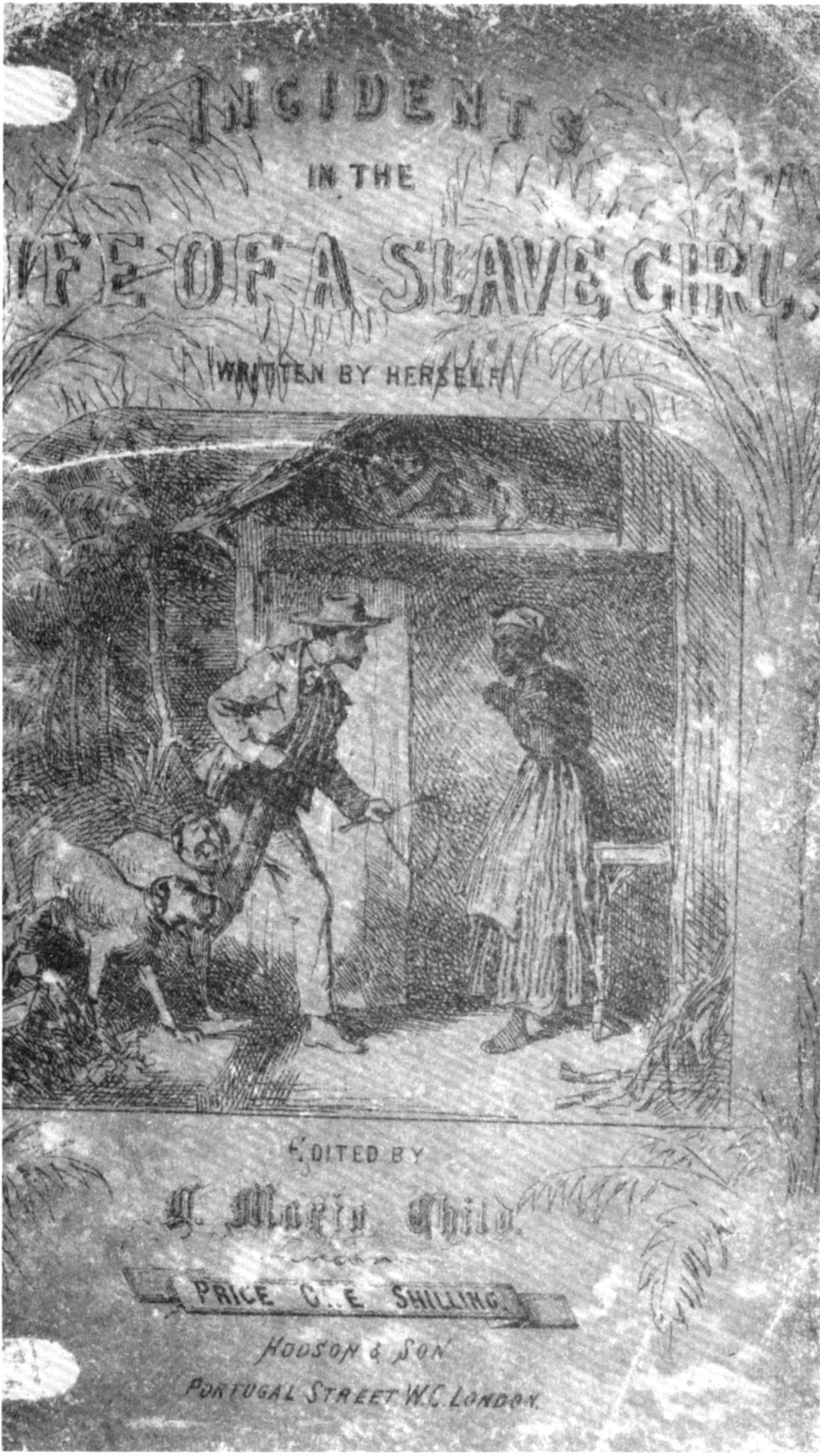
Titelbild der nicht autorisierten britischen Ausgabe von 1862: Ein Sklavenfänger kommt zu Jacobs’ Großmutter. Auf dem Dachboden liegt Jacobs im Versteck.

Hier folgt eine Zusammenfassung der Haupthandlung der Autobiographie von Harriet Jacobs. Eine Übersicht über ihre Lebensgeschichte findet sich im Artikel Harriet Jacobs.
Linda Brent (wirklicher Name: Harriet Jacobs), die in die Sklaverei hineingeboren wurde, hat das für Sklaven nicht selbstverständliche Privileg einer glücklichen Kindheit bei ihren Eltern. In ihren ersten sechs Lebensjahren wird sie „so liebevoll behütet, dass ich nicht im Traum auf den Gedanken gekommen wäre, dass ich ein Stück Handelsware bin.“ Als ihre Mutter stirbt, wird die sechsjährige Linda zu ihrer Herrin geschickt. Diese behandelt sie gut und lehrt sie lesen und schreiben. Linda hat gute Erinnerungen an diese Herrin, macht ihr aber zum Vorwurf, dass sie sie nicht testamentarisch freigelassen hat. Stattdessen wird die knapp zwölfjährige Linda beim Tod ihrer Herrin an deren fünfjährige Nichte, die Tochter des Arztes Dr. Flint (wirklicher Name: Dr. James Norcom) vererbt. Dr. Flint beginnt bald damit, seiner Sklavin sexuelle Avancen zu machen, wodurch auch die Eifersucht seiner Ehefrau entbrennt und zu einer zusätzlichen Belastung für Linda wird. Eine Beziehung zwischen Linda und einem freien Schwarzen, den sie liebt, verbietet er. Linda flüchtet in eine Beziehung mit dem weißen Rechtsanwalt Mr. Sands (wirklicher Name: Samuel Tredwell Sawyer), aus der Lindas Kinder Benjamin (oft Benny genannt; wirklicher Name: Joseph Jacobs) und Ellen Brent (wirklicher Name: Louisa Matilda Jacobs) hervorgehen. Linda schämt sich für die „Sünde“, eine uneheliche Beziehung eingegangen zu sein, bittet ihre Leserinnen aber auch, ihr Verhalten nicht nach denselben Maßstäben zu beurteilen, die für freie weiße Frauen gelten, die durch das Gesetz geschützt werden. Die Taufe ihrer Kinder ist für Linda einerseits mit Scham gegenüber ihrer toten Mutter verbunden, die sie selbst einst als Kind einer rechtmäßigen Ehe zur Taufe tragen konnte. Andererseits ist die Taufe, die ohne Zustimmung und Wissen ihres Herrn stattfindet, für Linda ein Akt des Widerstandes, der in dem Familiennamen zum Ausdruck kommt, den sie bei dieser Gelegenheit für die Kinder festlegt. Sie wählt nämlich nicht – wie eigentlich vorgesehen – den Namen ihres Herrn, sondern den Namen ihres Großvaters väterlicherseits, den weder ihr Vater noch sie selbst tragen durften.
Als Dr. Flint nicht nur sie selbst, sondern auch ihre Kinder bedroht, versteckt Linda sich in einer winzigen Kammer unter dem Dach des Hauses ihrer freien Großmutter, die weniger als einen Meter hoch ist. Während ihre körperlichen Kräfte durch den Bewegungsmangel verfallen, wartet sie dort fast sieben Jahre auf eine Gelegenheit zur Flucht. Dr. Flint verkauft ihre Kinder an einen Sklavenhändler, der sie in einem anderen Bundesstaat weiterverkaufen soll, aber schon heimlich mit Mr. Sands verabredet hat, die Kinder an Sands zu verkaufen.
Schließlich kann Linda nach New York fliehen, wo sie Arbeit als Kindermädchen bei Familie Bruce (in Wirklichkeit: Nathaniel Parker Willis und seine Familie) findet. Dort muss sie sich nicht nur mit dem alltäglichen Rassismus auseinandersetzen, sondern auch mit den wiederholten Versuchen Dr. Flints und seiner Tochter, sie in die Sklaverei zurückzuzwingen. Nicht ohne Schwierigkeiten gelingt auch die Wiedervereinigung mit ihren Kindern. Schließlich sichert Mrs. Bruce Lindas Freiheit, indem sie der Tochter von Flint deren Ansprüche auf Linda abkauft. Am Schluss des Buches erwähnt Linda den Tod ihrer Großmutter, die sich vor ihrem Tod noch über die Nachricht von Lindas Freikauf freuen konnte.

## Charaktere
Linda Brent ist Harriet Jacobs, die Erzählerin und Protagonistin.
William ist John S. Jacobs, Lindas Bruder, dem sie nahesteht.
Aunt Martha ist Molly Horniblow, Lindas Großmutter mütterlicherseits und ihre wichtigste Verbündete.
Emily Flint ist Mary Matilda Norcom, Dr. Flints minderjährige Tochter und Lindas Besitzerin.
Dr. Flint ist Dr. James Norcom, Lindas Herr, Feind und gescheiterter Liebhaber.
Mrs. Flint ist Mary "Maria" Norcom, Lindas Herrin und Dr. Flints Ehefrau.
Mr. Sands ist Samuel Tredwell Sawyer, Lindas weißer Liebhaber und Vater ihrer Kinder, Benny und Ellen.
Ellen ist Louisa Matilda Jacobs, Lindas Tochter.
Mr. Bruce ist Nathaniel Parker Willis, Lindas Arbeitgeber nach der Flucht.

## Themen

### Sexuelle Beziehungen und Moral
Indem Jacobs eine uneheliche Beziehung mit Sawyer eingegangen war, hatte sie gegen die damals allgemein – auch von ihr selbst – akzeptierten Moralvorstellungen verstoßen.
Dies spiegelt sich zunächst im Verhalten ihrer Mitmenschen, das sie in ihrer Autobiographie ausführlich darstellt:
Als ihre Großmutter von Mrs. Norcom eine verzerrte Darstellung der Beziehungen von Harriet Jacobs erhält, verbietet sie ihr, jemals wieder ihr Haus zu betreten. Aus Scham kann Harriet sich erst einige Tage später überwinden, ihrer Großmutter die ganze Wahrheit zu erzählen, woraufhin es zu einer Versöhnung kommt, die aber keine Verzeihung seitens der Großmutter bedeutet. Noch viele Jahre später kostet es Harriet Jacobs große Überwindung, ihrer 15-jährigen Tochter zu gestehen, dass Sawyer ihr Vater ist, weil sie Angst hat, die Tochter könnte sie dann weniger lieben. Ihre Tochter weiß es aber längst und versichert die Mutter ihrer Liebe.
Die Scham über diese Beziehung war auch der Grund dafür, dass Jacobs nach ihrer Flucht im Gegensatz zu ihrem Bruder John Kontakte zu Gegnern der Sklaverei weitgehend vermied, um ihre Geschichte nicht erzählen zu müssen.
Die Reflexion über die Moralvorstellungen geht aber noch tiefer: Jacobs sieht, dass ihre innere Stärke, die sie befähigte, Norcom Widerstand zu leisten, abnimmt, als sie ihm und sich selbst gegenüber eingestehen muss, dass sie dagegen verstoßen hat.
Andererseits bittet sie ihre Leser (wobei sie wohl vor allem auf Frauen der weißen Mittelschicht zielte), das Verhalten einer bedrängten Sklavin, die vom Gesetz überhaupt nicht, und von der öffentlichen Meinung der Kleinstadt nur wenig geschützt wird, nicht nach denselben Maßstäben zu messen wie das Verhalten von freien Frauen.
Es gelingt Jacobs, aus dem von ihr empfundenen und eingestandenen Fehlverhalten ein starkes Argument gegen die Institution der Sklaverei abzuleiten: Nämlich, dass die Sklaverei die Sklaven moralisch ruiniere.
Für Sawyer als männlichen Angehörigen der Elite gelten andere soziale Normen: Außereheliche Beziehungen mit Sklavinnen sind in seiner Schicht so häufig, dass sie von der Gesellschaft gar nicht beachtet werden. Doch auch Sawyer verstößt gegen die damals üblichen Verhaltensmuster, was sein Ansehen in den Augen seiner Standesgenossen mindert, aber von Jacobs gelobt wird: Er bekennt sich in gewissem, eingeschränktem Maße zu seinen versklavten Kindern, indem er sie kauft und ihnen einen Weg in die Freiheit eröffnet.

## Literarische Einflüsse
Das Buch wird oft der Gattung der Empfindsamkeit zugerechnet, denn es verfolgt den Zweck, eine emotionale Reaktion beim Leser hervorzurufen, um ihn gegen die Sklaverei als solche zu sensibilisieren, wobei jedoch die Versklavung von Frauen im Vordergrund steht.

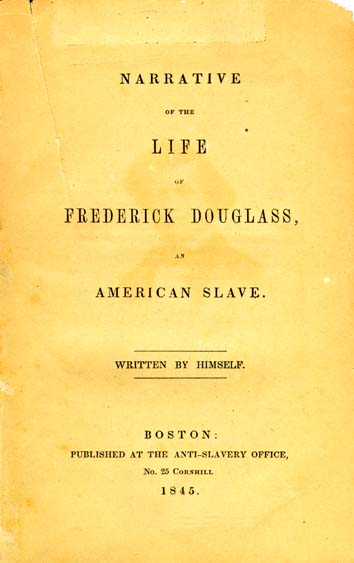
Titelbild von Douglass’ erster Autobiographie

Jacobs kannte sicherlich die Autobiographie von Frederick Douglass, Narrative of the Life of Frederick Douglass, an American Slave. Written by Himself (Erzählung des Lebens von F.D., einem amerikanischen Sklaven. Von ihm selbst geschrieben), die 1845 erschienen war, vier Jahre, bevor Jacobs und Douglass in Rochester im selben Gebäude tätig waren. Die Wörter "Written by Herself" (Von ihr selbst geschrieben) im Titel von Jacobs’ Buch haben auch die Funktion, ihr Buch mit der Traditionslinie zu verbinden, zu der auch dasjenige von Douglass gehört.
Einige Episoden in Jacobs’ Leben erinnern an Episoden, die Douglass erzählt: Beide erleben, wie ihr jeweiliger Herr sich verstärkt dem Christentum zuwendet, und müssen enttäuscht feststellen, dass er sie trotzdem weiterhin unmenschlich behandelt. Ein anderes Beispiel für eine Parallele: Ein Wendepunkt im Leben von Douglass ist, dass er sich erfolgreich gegen seinen Herrn wehrt, der ihn auspeitschen will. Auch Jacobs berichtet eine Episode, in der ihr Bruder John (von ihr "William" genannt) sich gegen Norcoms Sohn wehrt, der ihn auspeitschen will.